# Стоян Богданцалията
Стоян Г. Богданцалията, още Богданцали или Богданцалиев, е български хайдутин и революционер.

## Биография
Роден е в гевгелийското село Богданци, тогава в Османската империя, днес в Северна Македония около 1830 - 1832 година, около 1840 или в 1849 година. През 1876 година става хайдутин и оглавява малка чета. Участва в Руско-турската война. По време на Сръбско-българската война първоначално оглавява Кюстендилската доброволческа чета съставена от 44 четници, по-късно заедно с Димитър Юруков командва чета от 110 души. Сражава се в състава на Смолчанския отряд и взема участие в боевете при Славиня, Ржана, Росовци и Пирот на 11, 12 и 15 ноември. На 10 февруари 1887 година за участието си във войната е награден със сребърен „Възпоминателен медал за Сръбско-българската война от 1885 г“, връчен му от Първа пеша бригада. По-късно се установява в Кюстендил.